# Švýcarsko za druhé světové války
Švýcarsko za druhé světové války zůstalo oficiálně neutrálním státem, přesto však čelilo řadě politických, hospodářských a vojenských výzev. Obklopené zeměmi Osy se muselo vyrovnat s tlakem nacistického Německa, ochranou vlastní suverenity i obtížnými rozhodnutími v oblasti zahraniční politiky, obchodu a humanitární pomoci. Ačkoliv nebylo přímo zataženo do bojů, válka výrazně ovlivnila jeho vnitřní situaci, obranné strategie i postavení ve světě.

## Politická situace
Ve 30. letech se ve Švýcarsku začali objevovat „frontisté“. 

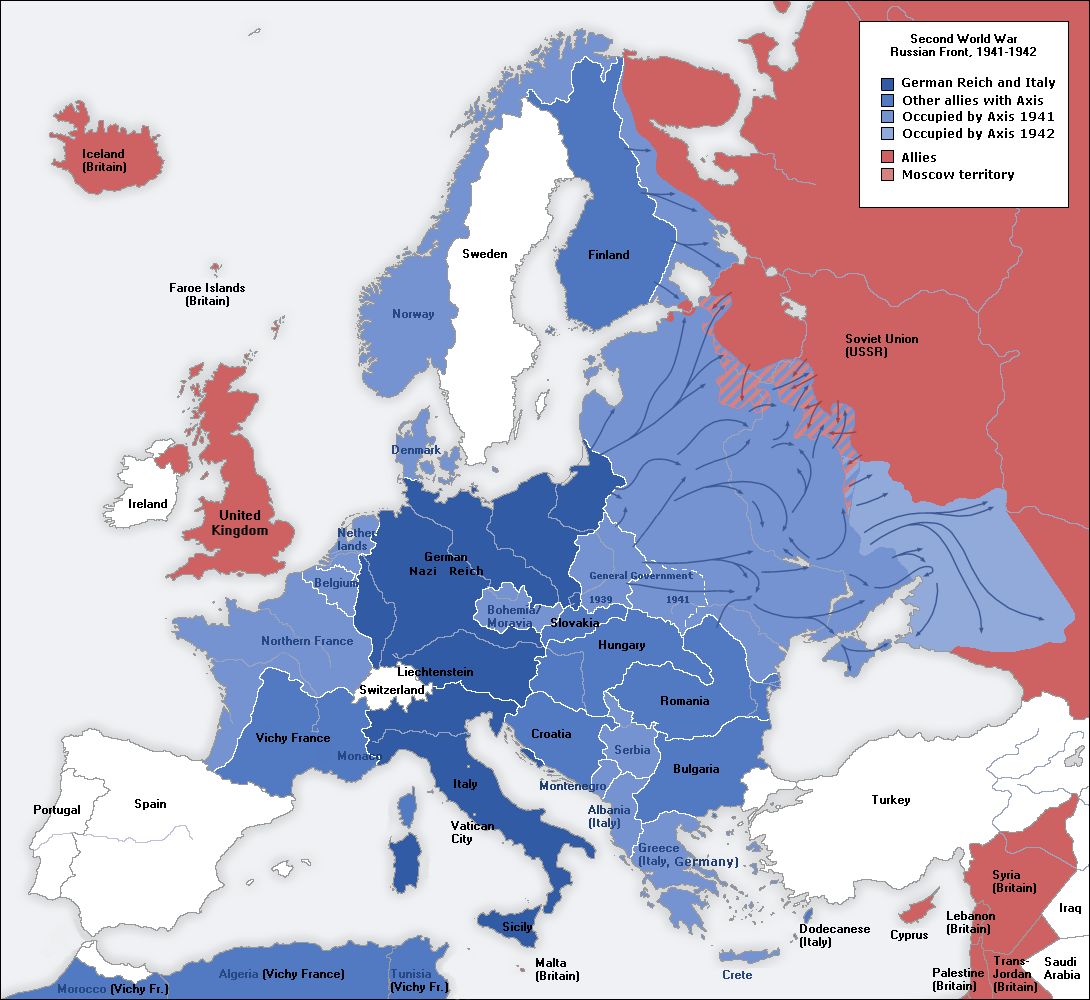
Mapa Evropy 1941–1942

Národní fronta ale na svou stranu získala jen několik představených Národní banky, důstojníků armády a velkovýrobců zbraní. Přes mírné volební úspěchy v kantonech se jim ale nepodařilo získat větší vliv. Řada frontistů byla velice úzce spjata s NSDAP. Ještě před válkou bylo toto hnutí téměř potlačeno. Po Hitlerově vpádu do Polska bylo do 48 hodin ve Švýcarsku zmobilizováno 480 000 vojáků. Znovu byli obyvatelé hromadně povoláni do zbraně při německé invazi do Francie v celkovém počtu 600 000 vojáků. Docházelo zejména k leteckým střetům, v květnu a červnu 1940 bylo sestřeleno švýcarskými Messerschmitty 11 německých letadel. V Německu to vyvolalo údiv i hněv zároveň. Po 20. červnu 1940 už měly švýcarské stíhačky zakázáno stíhat cizí letadla, ale pouze je donucovat přistát. K tomu docházelo zejména u spojeneckých letadel, která se vracela z bombardovacích misí z Itálie a Německa. Několik civilistů (v řádech desítek) bylo zabito při spojeneckém bombardování ve švýcarských lokacích na severu země, když se američtí piloti spletli. To vyvolalo velmi silný politický střet mezi Švýcarskem a Spojenými státy. Během let 1944 a 1945 bylo vzájemné napětí největší.
Švýcarský obranný plán byl vypracován nejvyšším generálem (jmenován ve stavu ohrožení) Henrim Guisanem. Po pádu Paříže se rozhodlo o přemístění většiny vojsk z pohraničí do alpských pevností a do oblasti Gotthardského masivu nazvané Réduit (pojmenování oblasti i vojenského plánu). Tato všeobecně známá strategie znamenala opuštění a nebránění téměř dvou třetin země a největších švýcarských měst za cenu obrany neobydlených hor. Švýcaři by ale ovládali nebo zničili důležité alpské tunely a cesty, které Třetí říše používala k transportu zboží z Itálie do Porýní. Německo by tak nedosáhlo kýženého úspěchu.
Nicméně bylo vypracováno několik plánů italsko-německého bleskového útoku na Švýcarsko. Nejznámější z nich se jmenuje Operace Tannenbaum. Nikdy samozřejmě nedošlo k její realizaci, neboť Švýcarsko bylo pro Třetí říši až moc důležité. Tento plán by byl nejspíše proveden, kdyby Švýcaři přestali být užiteční a byli vzpurní. Nic takového se ale nestalo.

## Ekonomická spolupráce
Třetí Říši se nikdy nepovedlo zajistit si nezávislost na světovém trhu. I kdyby dobyla ropné oblasti na Kavkaze, scházel jí nespočet surovin nutných pro válečnou mašinérii. Mangan, wolfram, chrom, železná ruda. Všechny tyto suroviny musel Hitler nechat dovážet, a to buď z Jižní Ameriky nebo evropských neutrálních zemí. Nikdo ale jako platidlo nechtěl přijímat německou marku ani nakradené zlato. Nikdo kromě Švýcarska.
Švýcarský frank byl po celou dobu války jediné univerzální platidlo na celém světě. V květnu 1940 si u švýcarské Národní Banky otevřela Říšská banka depozitní účet na své jméno, na který už ale od ledna téhož roku proudilo zlato. Jelikož byla říšská ekonomie těsně před vpádem do Polska na pokraji zhroucení, měla naprosto tragické zásoby zlata, jednalo se zcela jistě o zlato kořistní. Vlaky do Bernu pak jezdily pravidelně, a to až do 6. dubna 1945, to je tři týdny před Hitlerovou sebevraždou. Za celou válku do Švýcarska touto oficiální cestou dorazilo z Říše zlato za 1,35 miliardy CHF. USA prodalo Švýcarské Národní bance zlato za 2,26 miliardy CHF. Toto zlato však na rozdíl od toho německého nebylo kořistní. Německé zlato pocházelo z národních bank Norska, Protektorátu Čechy a Morava, Albánie, Litvy, Lotyšska, Lucemburska, Itálie (odvezené z Říma v květnu 1944), Řecka, Polska, Nizozemska, Belgie a Francie a proudilo do Švýcarska postupně, jak jednotky SS plenily Národní banky těchto států. Z Protektorátu Čechy a Morava bylo zlato odvezeno do 24 hodin po obsazení 15. března 1939. Ministr říšského hospodářství a válečný prezident Říšské banky Walther Funk po válce napsal, že bez švýcarské prádelny by Říše nemohla „přežít více než dva měsíce“. Některé dnešní prameny však uvádějí, že tyto peníze nijak výrazně neprodloužily válku. Otázka významu výměn kořistního zlata za franky tak zůstává kontroverzní.
Švýcarsko se rovněž na začátku 40. let fakticky začlenilo do hospodářského průmyslu Třetí Říše. Odhaduje se, že v letech 1941–1942 pracovalo pro Němce přes 60 % zbrojního průmyslu, 50 % optického a 40 % strojírenského průmyslu. Švýcarský průmysl nebyl ani zcela vyrovnán německými dodávkami, na konci války výše nesplacených úvěrů dosahovala 1,12 miliardy CHF. Celková hodnota úvěrů za války byla několikanásobně větší a je nedopočitatelná. Pro průmysl Říše pracovala například i největší soukromá zbrojovka země „Emil Büghrle“, závody v Curych-Oerlikon. Mezi lety 1939 a 1945 se její příjem zvýšil z 6,8 na 56 milionu CHF. Dodávky však neputovaly na západ, ani nezůstávaly ve Švýcarsku. Nejvíc populárním zbožím byly letadlové kanóny, které byly náročné na obsluhu. Trénink zajišťovala Švýcarská armáda.
Konfederace uzavřela s Říší i „Úmluvu o civilní přepravě zboží“. Ta měla, kvůli přísné neutrální politice, obsahovat jen produkty odvětví oděvního, potravinového a zdravotního průmyslu. Existuje však množství očitých svědectví Švýcarů, kterým se naskytla možnost podívat se do zapečetěných transportů, kteří tvrdí, že viděli i výrobky sloužící válečné mašinérii. Poslanec Švýcarského parlamentu a autor knihy Švýcarské zlato, Židé a smrt, Jean Ziegler, ve svém díle vypraví příhodu z dětství, kdy byl jako malý hoch svědkem havárie jednoho z těchto vlaků, ze kterého vypadaly tanky a kanóny.

### Přístup k uprchlíkům
V létě roku 1938 pořádala Společnost národů konferenci o uprchlících především z fašistického Německa. Švýcaři ji ale odmítli pořádat na nátlak Německa na svém území v Paláci národů, a tak se konala ve francouzském městečku Evian. Tam prosakují kusé informace o domlouvání se Švýcarska s Německem o společném postupu proti židovským uprchlíkům. Německo vytýká Švýcarsku, že přijímá Židy (nejsou politickými ani vojenskými uprchlíky) a Curych se brání, že není schopen Židy od ostatních na základě legitimace odlišit. Navrhuje tedy dvě řešení odlišení pasů a Berlín se rozhodne označit všechny židovské pasy razítkem.
V září 1938 začíná Švýcarsko uplatňovat pro všechny vízovou povinnost. Vízum ale samozřejmě není pro Žida žijícího v Německu možné získat. Začátkem října 1939 nabývá platnosti článek 9. Na jeho základě mají být ze Švýcarska vyhoštěni všichni pronásledovaní, kteří se na území dostanou ilegálně, tzn. bez víza.
Během války bylo ve Švýcarsku internováno přibližně 300 000 uprchlíků, a to především v pohraničí v koncentračních táborech. Měli volnost pohybu, ale bylo jim zakázáno pracovat. Více než třetina z nich byli vojáci drženi na základě Haagských konvencí. Civilistů unikajících nacistickým perzekucím bylo 60 000, z nichž bezmála polovina byla Židů.
Čísla se různí podle pramenů, nicméně deseti až třiceti tisícům židovských uprchlíků byl vstup zamítnut, nebo byli násilně vyhoštěni se švýcarskou omluvou: “Náš malý záchranný člun je už plný.“ Často byli předáváni přímo do rukou SS na hranicích. Švýcarská vláda se zdráhala o židovské uprchlíky starat a Židům, kterých ve Švýcarsku žilo 25 000, vzkázala toto:
| „ | Úřady předpokládají, že je Židovské společenství Švýcarska srozuměno s tím, že ve věci opatrování židovských uprchlíků, přípravy na jejich další cesty a s tím spojené finanční zátěže se jedná v první řadě o záležitost švýcarského židovstva. | “ |
| — | |   |

Na obranu Švýcarska se však musí říci, že za doby Vichistické Francie až do jejího obsazení vojsky Osy v listopadu 1942 vysílalo týdně zaplombované vlaky židovských uprchlíků právě skrz toto území až do katalánského přístavu Portbou. Tyto vlaky nepodléhaly žádné německé kontrole.

### Depozity a umělecká díla
Švýcarsko si díky své neutralitě vydobylo nálepku mírové, uprchlíkům přívětivé země. V předválečné době si do bank této země uložilo úspory mnoho lidí, kteří předpokládali, že ať se v následujících letech bude dít cokoliv, jejich peníze tam zůstanou bez úhony. Tisíce až desetitisíce lidí si ve Švýcarsku založily své účty, kam posílalo svoje celoživotní úspory. Mnozí z nich válku nepřežili.
Když se po válce jejich příbuzní dožadovali získání tohoto majetku, nebyli v bankách přijímáni s otevřenou náručí. Nutností bylo získat úmrtní list majitele účtu. Milióny lidí zemřely v koncentračních táborech a samozřejmě žádné úmrtní listy jim nebyly vystavovány. Podařilo-li se pozůstalým, třeba i na černém trhu, úmrtní list získat, chtěly banky doložit, že je žádající jediným oprávněným dědicem a žijícím příbuzným. To bylo samozřejmě naprosto nemožné, velmi málo lidí tak získalo svůj majetek nazpět.
Dle rozkazů Hitlera k operaci „Sonderauftrag Linz“ se měla zejména židovská umělecká díla z celé Evropy předat do tzv. bezpečné úschovy. Hitler plánoval v Linci vybudovat gigantické Führermuseum. Všechny okupované země plenily SS i speciální jednotky zaměřené pouze na umělecká díla, jako například ERR – Einsatzstab Reichsleiter Rosenberg – vůdcova „zástavní“ organizace. Göring s Hitlerem opovrhovali moderním uměním, impresionisty, považovali je za zdegenerované. Nezbavovali se jich ale, protože věděli, že by se jim mohla hodit pro pozdější výměnu, a tak je ukládali k pozdějšímu použití. Velká část odcizených věcí byla uložena ve Švýcarsku. Dodnes se věří, že v soukromých trezorech jsou stovky těchto chybějících děl.
Kombinace zákonů o bankovním tajemství a o převzetí věci v dobré víře pocházející z krádeže vytvořily z tohoto neutrálního státu dokonalý úkryt. Pokud švýcarský bankéř přijal předmět do úschovy v dobré víře, stal se po pěti letech, když se neozval původní vlastník, jeho automatickým majitelem, byť se později ukázalo, že byl předmět zcizen. Bankovní tajemství zase zaručovalo naprostou anonymitu všem nacistickým pohlavárům. V roce 1944 vznikl dokonce zákon umožňující právním zástupcům založit v bance účet svým klientům. Ti tak byli kryti jak bankovním, tak i advokátním tajemstvím.

### Otevírání informací
Při washingtonských rozhovorech v roce 1946 byla Švýcarsku po vleklých jednáních udělena pokuta čtvrt miliardy CHF za obchod se zlatem se Třetí Říší. Tyto peníze byly později začleněny do Marshallova plánu. Nově vzniklé OSN udělilo pokutu 20 miliónů CHF za přijímání „Objects d’Art” – spících pokladů. Předseda národní rady Grimm (známý GH aférou) prohlásil, že ve Washingtonu zvítězila síla nad rozumem. Tak sebejistí byli Švýcaři ve své nevinnosti.
Švýcarsko pralo svoje peníze i pomocí SSSR. Když v Polsku nastala centrálně řízená ekonomika a rušily se tam komerční banky, Švýcarsko žádalo za ušlé zisky a zkonfiskované domy náhradu. Polsko chtělo zaplatit devizami, které ale nemělo. Švýcarsko tedy do Polska poslalo část peněz padlých Poláků ve druhé světové válce a zlikvidovalo záznamy o nich. Polsko poslalo obratem všechny peníze zpět jako odškodnění.
V roce 1949 požadoval Walther Böckli, člen Národní rady, debatu o praktikách advokátů označených americkou tajnou službou za kolaboranty s nacistickým režimem. Ze 34 označených bylo pouze 9 prošetřováno, z nichž třem byla odebrána licence bez jakéhokoliv dalšího postihu.
Spící peníze ve švýcarských soukromých bankách přiznalo poprvé Švýcarské bankovní sdružení koncem 40. let. Uznalo 208 000 CHF. V roce 1956 obeslalo sdružení všechny banky dotazníkem, který nebyl nijak kontrolován. Banky si dohromady napočítaly čtyřnásobek částky přiznané několik let zpět. O šest let později na základě Spolkového usnesení dobrovolného přiznání uznaly banky 9,5 miliónů CHF. V roce 1997 sdružení prohlásilo, že se objevily „nové peníze“ a spící majetek v trezorech činí 40 miliónů CHF. Inflace se do této částky nepočítá.
V 80. letech vyšel švýcarský ekonom a předseda Národní banky Robert Urs Vogler s velmi odvážnou tezí, že obchody se zlatem mezi Švýcarskem a Říší v letech 1939–1945 byly mnohem větší, než je obecně známo: „V letech 1939-45 získala Národní banka od Říšské banky zlato v hodnotě několika miliard CHF“. Jeho rozsáhlá zpráva byla Národní radou cenzurována a Vogler následně rezignoval na svoji funkci.
V roce 1996, 50 let po Washingtonských jednáních vznikly na téma role Švýcarska ve 2. světové válce mnohé diskuze a polemiky na parlamentní i mezinárodní úrovni. Aby se Švýcaři konečně vypořádali se skutečností, vznikla v prosinci 1996 nezávislá mezinárodní skupina odborníků (historiků a ekonomů) ICE, která dostala rozpočet 22 miliónů CHF a mandát pěti let. V průběhu těchto pěti let vznikaly dílčí zprávy jejichž obsah byl shrnut v Závěrečné zprávě ICE komise, která vyšla roku 2002. Zpráva nezbavuje Švýcarsko odpovědnosti, nýbrž vyjasňuje různé polemiky a obvinění.